# Монфике
Монфике́ (фр. Montfiquet) — коммуна во Франции, находится в регионе Нижняя Нормандия. Департамент коммуны — Кальвадос. Входит в состав кантона Бальруа. Округ коммуны — Байё.
Код INSEE коммуны — 14445.

## Население
Население коммуны на 2010 год составляло 83 человека.
| 1962 | 1968 | 1975 | 1982 | 1990 | 1999 | 2010 |
| ---- | ---- | ---- | ---- | ---- | ---- | ---- |
| 118  | 95   | 94   | 80   | 87   | 90   | 83   |

## Экономика
В 2010 году среди 55 человек трудоспособного возраста (15—64 лет) 44 были экономически активными, 11 — неактивными (показатель активности — 80,0 %, в 1999 году было 60,8 %). Из 44 активных жителей работали 39 человек (23 мужчины и 16 женщин), безработных было 5 (2 мужчин и 3 женщины). Среди 11 неактивных 2 человека были учениками или студентами, 7 — пенсионерами, 2 были неактивными по другим причинам.